# Chvalčov
Chvalčov település Csehországban, Kroměříži járásban. Chvalčov Loukov, Rajnochovice, Rusava, Slavkov pod Hostýnem, Bystřice pod Hostýnem, Mrlínek és Držková településekkel határos. Lakosainak száma 1606 fő (2024. január 1.).

## Népesség
A település lakosságának változását az alábbi diagram mutatja:
| Lakosok száma | 891  | 1198 | 1382 | 1638 | 1775 | 1644 | 1650 | 1631 | 1593 | 1606 |
|               | 1869 | 1890 | 1921 | 1950 | 1980 | 2001 | 2017 | 2019 | 2022 | 2024 |